# Colony 5
Colony 5 est un groupe de musique suédois de futurepop/synthpop/EBM et composé de Magnus Kahlnins au synthétiseur et chant et de P.O.Svensson également au chant.

## Histoire
Le groupe est fondé en 1999 et commence sa carrière discographique en 2000 avec Liquid Love qui parait sur des compilations synthpop.
L'année suivante ils créent son premier single officiel et 1er maxi single nommé Colony 5 et inclus des remix et la chanson The Last Chance. Le groupe s'inspire des Depeche Mode et Covenant.
Le premier album, Lifeline, sort en 2002 et contient des titres comme Crackheads, Be My Slaves, Sucidal, Before I'll Givin, Trust You et Liquid Love remixé.

## Membres
- P-O Svensson (depuis 1999)
- Magnus Löfdahl (de 1999 à 2001)
- Johan Nilsson (de 2001 à 2003)
- Magnus Kalnins (depuis 2002)

## Discographie

### Maxi et singles
- Colony5 (2001)
- Follow Your Heart (2002)
- Black - Single 2003)
- Plastic World (2005)
- Knives (2008)

### Albums
- Lifeline (2002)
- Structures (2003)
- Colonisation (2004)
- FIXED (2005)
- ReFixed (2005) (FIXED remixé par Amplifier)
- Buried Again (2008)